# Alexandra Coomber
Alexandra „Alex“ Coomber, geborene Alexandra Hamilton (* 28. Dezember 1973 in Antwerpen, Belgien), ist eine britische Skeletonpilotin.
Alex Coomber debütierte Ende 1997 im Weltcup und wurde bei ihrem ersten Rennen in La Plagne gleich Fünfte. 1999 gewann sie in Calgary ihr erstes Weltcuprennen. In dieser Saison 1999/2000 gewann sie drei der vier Rennen. Insgesamt gelangen Coomber sieben Weltcupsiege. Die Saison 1997/98 schloss sie als Fünfte des Gesamtweltcups ab, die Folgesaison als Sechste. 1999/2000 gewann sie erstmals diese Wertung, zwei weitere Siege folgten hier in den nächsten beiden Saisonen. Damit ist sie hier bis heute Rekordsiegerin. Sie ist auch die einzige britische Sportlerin die je eine Winterweltcupserie für sich entscheiden konnte.
Zwischen 1998 und 2002 gewann Coomber alle vier ausgetragenen Rennen um die britische Meisterschaft. An Weltmeisterschaften nahm sie erstmals 2000 in Igls teil und wurde Vierte. Im Jahr darauf gewann sie in Calgary Silber hinter Maya Pedersen-Bieri. Ihre Karriere beendete sie nach den Olympischen Winterspielen von Salt Lake City, wo Skeleton erstmals für Frauen olympisch war. Hier gewann sie die Bronzemedaille, was umso herausragender war, da sie beim Training auf der Olympiabahn ihr Handgelenk gebrochen hatte. Sie war auch die einzige der Top-Favoritinnen, die eine Medaille gewinnen konnte. Grund für ihren Rückzug waren die mangelnde Unterstützung vom Verband und das Ausbleiben von Sponsorengeldern trotz ihrer Weltklasseleistungen.
Coomber war Sportsoldatin und setzte nach ihrer Sportkarriere ihre Karriere bei der Royal Air Force fort. Sie ist mit einem Offizier der Air Force verheiratet und lebt mit ihm in Dean. Coomber hat an der Universität Oxford studiert.